# Гейне, Христиан Готлиб
Христиан Готлиб Гейне (25 сентября 1729[…], Хемниц, курфюршество Саксония — 14 июля 1812[…], Гёттинген) — немецкий филолог и археолог.
Происходил из бедной семьи и даже по окончании Лейпцигского университета многие годы находился в крайне стеснённых условиях. В 1752 году начал работать в библиотеке в Дрездене, одновременно занимаясь переводами с французского, древнегреческого и латыни. В 1755 г. вышел его перевод сочинений Тибулла, годом позднее появилось издание Эпиктета. В ходе Семилетней войны, однако, библиотека была разрушена, и Гейне остался без средств к существованию, а при артиллерийском обстреле Дрездена в 1760 году сгорело почти завершённое им издание Лукиана.
Лишь в 1763 году, по рекомендации Давида Рункена, Гейне был назначен профессором и библиотекарем Гёттингенского университета. Его воззрение, что изучение древних языков необходимо лишь как средство для понимания древнего мира, вызвало со стороны И. Г. Фосса и Фр. Авг. Вольфа горячую полемику. Гейне много потрудился для разъяснения спорных вопросов в древней мифологии, археологии и истории и комментировал древних классиков, по преимуществу поэтов. Издал, в частности, сочинения Вергилия, Пиндара, «Илиаду» Гомера и Biblioteca graeca Аполлодора, с комментариями.
Почетный член СПб. АН c 15.05.1805

## Сочинения
- «Einleitung in das Studium der Antike» (Геттинген, 1772);
- «Lobschrift für Winkelmann» (Кассель, 1778);
- «Academische Vorlesungen über die Archeologie u. Kunst des Alterthums» (Брауншвейг, 1821).